# スズキ・TS
TS（ティーエス）はスズキがかつて製造していた2ストロークオフロードバイクシリーズである。空冷のモデルは国内では「ハスラー」の愛称で知られる。

## 概要
TSシリーズは全車が2ストローク単気筒である。1968年に発表されたTS250以後、1981年までは空冷。1982年以後のTS50R、1989年の125R、200Rは水冷となっている。
空冷のTSシリーズおよび水冷のTS50Rについてはハスラー（Hustler、ギャンブラーの意）が愛称として使用されており、当時のカタログには「ハスラー250」とは書いてあってもTS250とは書いていないなど、「スズキ・ハスラー」は「ヤマハ・DT」や「ホンダ・エルシノア」とならぶオフロードバイクのブランドであった。
ただし、ハスラーはスズキが以前から輸出時に使用していた名称であり、特にTSシリーズ固有のものではない。TS250の発売以前には、オンロードバイクのTシリーズのT20もこの名称で輸出されている。また逆に、国内ではいずれもハスラーとして知られているTS50、TS125、TS185、TS250、TS400などの場合には、輸出車ではそれぞれ「ガウチョ」、「ダスター」、「シェラ」、「サヴェジ」、「アパッチ」などの愛称が使われていた。
のち2013年12月に発表された軽自動車（クロスオーバーSUV）に、「ハスラー」の名が使われる。その他、2015年の第44回東京モーターショーにてハスラーの名前を冠した50㏄スクーターが「ハスラースクート」として参考出品された。

## モデル一覧

### 空冷期

#### TS250
- 1型は1969年4月に発表された。250cc単気筒ピストンバルブのエンジンは前年のワークスモトクロッサーRH68の技術をフィードバックしている。最高出力は18.5PS、最大トルクは2.36kgmであるが、モトクロスの競技用には別売のキットパーツを装着することにより最高出力を25psまで上げることができた。マフラーの取り回しはエグゾーストポートからそのままシリンダーの横を通りサイドカバーと一体となったフルアップマフラーで、これは当時のヤマハDT-1やホンダエルシノアMT250と同様のデザインであるが、「かまぼこ型」といわれる薄型ヘッドライトなど、全体のデザインは強く個性が強調されていた。
- 翌年の1970年に発表された2型は11kg減という大幅な軽量化が図られている。
- 1971年の3型からデザインが大きく変更される。マフラーカバーの大型化、グラフィックの変更など、細部にわたる見直しが図られるとともに、点火方式をPEIに変更するなどし、出力が22ps、トルクは2.5kgmまで強化され、車重もさらに9kg減の115kgと熟成が進んだ。このモデルより8型まで型式は「TS2503」となる。
- 1973年の5型はフロントサスペンションのアルミ化やリアサスの5段階調整機能などの性能面の強化のほか、薄型ヘッドライトの廃止やツーリング用途を重視したヘルメットホルダーやキー付タンクキャップの採用など、このデザインは今なお人気が高い。また、仮面ライダーV3で無改造で使用された（後述）ことから2000年以後も「ライダーマンマシン」の商品名でミニカーが発売されている。
- 4型は存在していなく5型になる。
- 1974年の6型からは前輪が21インチに大型化されている。
- 1974年11月よりカラーリングなど変更で7型となる。
- 1975年の8型は出力が23psに上げられる。車体、エンジン、外観など大幅な変更が施される。
- 1977年、フルモデルチェンジで9型へ。型式は「TS2504」となる。パワーリードバルブに変更されたが、最高出力は23psのまま。リアサスペンションが倒立となった。デザインも直線基調のものへ変更されている。
- 1980年の12型からは当時のモトクロッサー「RM」を意識したデザインに変更され、ゼッケンプレート風のサイドカバーやスズキワークスのチームカラーであるレモンイエローのグラフィックとなった。なお、最終型は翌年発表された13型であった。

#### TS400
- 1972年発売[2]。アルミシリンダー、デコンプを装備、出力は34psを誇り当時のハスラーシリーズの文字通り旗艦であった。車重は135kg。

外見上の特徴はクランクケースの下を通り右ステップ下から斜めに上がるセミアップマフラーである。これは当時の競技用レーサーTMシリーズと共通のデザインである。
広報資料では1971年のワークスレーサーRN71をベースにしているとされているが、実際には1971年発売の市販レーサースズキ・TM400サイクロンをデチューンした公道仕様と捉えた方がより適切である。米国ではTS400Jアパッチの名称で販売された。
TS400はPEI(Pointless Electric Ignittion)と称したCDI点火を採用しており、4000回転以下では点火時期を遅角させる制御を行う事で、キックスターターによる始動をより容易にする設計が行われていた。それでもTS400はケッチンの危険度が非常に高いバイクの一つとして、初心者に恐れられた車種でもあった。
ベースとなったTM400に至ってはデコンプ機構が装備されていない事から始動がより難しいだけに留まらず、エンジンのパワーに対してフレームの剛性やサスペンションの性能が不足気味であった事、PEIの点火進角切換に伴う出力特性の変化が余りにもピーキーであった事から、欧米では「史上最も危険なモトクロッサー」なる不名誉な渾名が付くほどであった。なお、欧米ではTS400(アパッチ)はエンデューロモデルとして認知されていたという。TM400の劣悪な操縦性と異常なまでのハイパワーは多くの悪評を生んだ反面、多数のセールスを記録した事からアフターマーケット市場は俄に活気付き、多くのチューニングパーツが販売された。そして、TM400の設計やチューニングに精通し、多くのレースで活躍したリッチ・ソーワルドソンのような名手も存在していた。TM400は1975年まで販売され、1976年にスズキ・RM400にモデルチェンジした。
- 1973年の2型は、前年の250に続いて薄型ヘッドライトを廃止、車重も9kg減の126kgとなった。欧米名はTS400Kアパッチ。クランクシャフトがTM400と共通ではなくなり、より重いフライホイールを備えた新設計のものに置き換えられた。キャブレターもミクニVM34から内径が2mm小さいVM32に改められ、デュアルパーパスモデルとしてよりマイルドで扱い易い性格になった[9]。
- 1974年の3型ではダブルクレードルフレームとなり、前輪が21インチに大型化されている。

3型は米国ではTS400Lアパッチの名称で知られていた。TS400LはTS400Jと比較してPEIの極端な点火時期変化が改められ、フレーム剛性やサスペンションも強化された事で、TS400Kと比較してもストリートモデルとしての性格がより強まったものになった。しかし、元々重量が重い車種であったのに、フレーム形状の変更によりエンジンの重心がより高くなってしまった事や、「異常なまでのハイパワーであった」TM400と比較すれば余りにも大人しくなってしまったエンジン特性から、オフロードライダーの間では評判が芳しくなかったとも言われている。
- 1974年秋よりカラーリング等変更で4型となる。
- 国内では「5型」は発売されていない。1975年式の欧米名はTS400Mアパッチ。
- 1976年の6型はキャブレターが強制開閉式のミクニVM32SS[12]に改められ、前後輪ともアルミリムとなった。
- 最終型は1977年の7型。

#### TS125
- 1971年に発表された「小型ハスラー」。TS400と同様のセミアップマフラーを装備した。
- 1973年の2型はフロントを18インチにホイールダウンし、ダウンフェンダーとオンロード用タイヤに換装したTS125T（ツーリングの意）も発表されている。これはいわば後のモタードの先取りである。
- 1974年の4型は前輪が21インチ化されるとともにヘルメットホルダーやキー付タンクキャップ等のツーリング装備の充実が行われた。
- 1977年のモデルチェンジからはエンジンがパワーリードバルブとなり、14PSに出力が強化された。また、エグゾーストポートからチャンバーが真上に上がりそのまま横を通るセンターアップマフラーに変更された。
- 1978年にはミッションが6速となった。
- 1981年のモデルチェンジで125もRM風デザインに変更されている。

##### TF125
TF125は、1977年式TS125をベースに農耕・牧畜用途での使用を想定したファームバイクとして改装を施された車種である。フレームやエンジンは当時のTS125にほぼ準じており、オーストラリアやニュージーランド等のオセアニア諸国向けに1977年に販売を開始、オセアニアではTF125 Mud Bug等の名称変更やマイナーチェンジを経て2000年代中期まで販売された。オセアニア諸国のファームバイクが4ストロークのDR200SE トロージャンへと移行して販売終了した後も、南アフリカ等の発展途上国では現在でも現役車種として販売が継続されている。

#### TS50
- TSシリーズの末弟として1971年から発売された。ロータリーバルブエンジンをパイプバックボーンフレームに搭載している。原付1種であるが前後輪とも17インチで車格が大きく、入門用オフロードバイクとして評価が高い。
- 1978年に大幅なモデルチェンジが行われた。本格派のクレードルフレームに、RG50Eに採用されていたパワーリードバルブエンジンを搭載し、マフラーの取り回しもセンターアップになるなど、前年とはまったくの別物となったが、エンジン出力等には変更は無い。
- 前輪が19インチになる。
- 1981年のモデルチェンジで50もRM風デザインに変更されており、車体がさらに大型化され、エンジン出力も6psから6,7psにUPされた。

#### TS90/TS80
- TS50と同時開発されたセンターアップマフラーの原付2種モデル。90は1970年から1979年まで生産された。
- 1971年には125同様Tモデルが発表されている。
- 1972年の2型ではダウンマフラー・アップフェンダーに変更された。
- 1981年の大幅なモデルチェンジに伴い90は廃止され、替わりに50とフレームを共用する80が1982年まで生産された。

50との変更点は角型スイングアーム。

#### TS185
125と250の中間排気量モデル。主に輸出仕様で供給されたが1970年代中期の一時期に国内でも発売されている。このモデルのマフラーの取り回しは250と同じフルアップマフラー右出しである。
もともと150 - 200ccクラスは125ccのボアアップで生産されることが多くあり、空冷のTS125と基本設計を同一とするTS185も生産されている。
なお、日本国内で2サイクルが発売中止となった後も空冷TS125最終型を基にしたモデルがオセアニアやアフリカ向けに輸出されており、2015年1月時点でも発売が確認されている。

### 水冷期

#### TS50W（ハスラー50）
1983年のモデルチェンジを機に水冷化され、ハスラーの呼称は50ccのみ残された。型式SA11Aではじまる。1型、2型、3型、4型、P型、S型がある。
- ライバルのホンダMTX50と同様、フロント21インチ、リア18インチの車輪を持つフルサイズの車体とともにモノサス（当時のスズキは「フルフローターサスペンションと呼称」）を持つことから、長身の人でも比較的楽に乗ることができる。
- 1984年の角型ライトへの変更やエンジンのセッティング変更など、約5度のモデルチェンジを経たのち、2000年頃まで生産され、結果的に最後のハスラーの名を冠したモデル。
- なお、スペインスズキには同型エンジンを搭載し、TS125と同様のフレームを用いた後継機種のRMX50とSMX50（モタード）が存在する。

#### TS125R/TS200R
- 1989年のモデルチェンジで水冷化された。これを機に、名前に「R」が付くとともに「ハスラー」の愛称がされなくなった。当時はピーキーなエンジンを軽い車体に搭載したモデルが多く、125ccとフレームサイズが供用できる200ccが新設された。
- スリングショットキャブ（高度補正機能付き⇒AARシステム）、排気デバイスAETC、前後ディスクブレーキ、アルミスイングアーム、フルフローターサスなどはTS200R、TS１２５Rと同様の装備。TS１２５Rに関しては、当初は正立フォークを採用。しかし、91年モデルで倒立になり走破性を向上。以降、カラー等のマイナーチェンジのみ。
- 水冷化以外の主な変更点はリヤサスペンションのモノサス化（フルフローターサスペンション）であり、サスペンションストロークと車高が大きくなった。
なお、エンジンは排気デバイス（ポートタイミング可変装置）のAETCを新採用したもので、後にオンロードのRG125Γ、ウルフ125/RG200Γ、ウルフ200にも流用されている。初期型のAETCでは、2枚刃に対し、中期以降ではAETC-Ⅱとなり３枚刃となる。
suzukiの子会社であるオートリメッサから、EXバルブキット（レース用のAETC）、レーシングCDI、チャンバー＆サイレンサー等のレースキットも市販化されていた。（公道不可）レーシングCDI単体での運用は、控えるべきである。

なお、エンジンは排気デバイス（ポートタイミング可変装置）のAETCを新採用したもので、後にオンロードのRG125Γ、ウルフ125/RG200Γ、ウルフ200にも流用されている。初期型のAETCでは、排気バルブユニット2枚刃に対し、中期以降ではAETC-Ⅱとなり３枚刃となる。
suzukiの子会社であるオートリメッサから、EXバルブキット（レース用のAETC）、レーシングCDI、チャンバー＆サイレンサー等のレースキットも市販化されていた。（公道不可）レーシングCDI単体での運用は、控えるべきである。

なお、エンジンは排気デバイス（ポートタイミング可変装置）のAETCを新採用したもので、後にオンロードのRG125Γ、ウルフ125/RG200Γ、ウルフ200にも流用されている。初期型のAETCでは、2枚刃に対し、中期以降ではAETC-Ⅱとなり３枚刃となる。
suzukiの子会社であるオートリメッサから、EXバルブキット（レース用のAETC）、レーシングCDI、チャンバー＆サイレンサー等のレースキットも市販化されていた。（公道不可）レーシングCDI単体での運用は、控えるべきである。

●車両維持の注意点●
※他社と比べ、3000~5000kmごとにAETCの定期メンテナンスが必要。怠れば、未燃焼のオイルがバルブユニットの刃に絡まり、最悪ピストンとバルブが干渉してしまう危険性がある。（バルブの動作が鈍くなる）
初期型の方は、中期以降に比べトラブルは少ない。
最近では、バルブユニットのオミットとして、同寸法の鋼材を自作し、組み込むことトラブルが少なくなる。
ただし、低中速トルクが多少失われる。（DIYのため、自己責任）
初期と中期以降では、CDIの共有はできないと考えるべきである。エンジン内パーツ類を交換すれば可。
※AARシステムが動作不良を起こすと、エンジン始動・吹け上がりに悪影響を及ぼす。AARシステムは、オミットが可能。
※2024年現在では、AARシステム、シリンダーヘッド、ピストン、メタルガスケット、AETCのバルブキット、ステッカー類等が部品供給終了。

#### TS250
1982年の空冷モデルの生産終了後、TSの名を冠した250ccモデルは国内では発売されていない。（TS250Rの名で呼ばれるモデルは1971年のいわゆる3型を指す。この「R」は200R等の「レーシー」の意味ではなく、モデルチェンジ時に付けられた型番のアルファベットとして「R」が付いたもの）
ただし、TSの後継モデルとして発売されたRH250/RA125は輸出仕様ではTS250X/125Xの名となっている（ハスラーとは呼ばれていない）。RH250/RA125は同名のモトクロッサーと同時開発された水冷2ストロークのオフロードバイクで、RHはライバルのホンダ・CRM250Rやランツァ、カワサキ・KDX250SRとほぼ同じ大きさである。
TSシリーズの後継となったのはエンデューロレーサーと同時開発されたRMX250Sであったが、環境問題などから2ストローク車の生産が縮小される中、1998年に生産終了している。この後、スズキのオフロードバイクは4ストロークのスズキ・DRに集約されていく。

## エピソード
1972年から鈴木自動車工業がテレビ番組への車両提供を積極的に行った結果、70年代前半のいわゆる「変身ヒーローブーム」には昭和仮面ライダーシリーズや電人ザボーガーを始めとする特撮番組に多くのスズキTS（主には250）が登場している。特撮で使用されたバイクは市販車のハスラー250とハスラー250の保安部品を外し競技用にしたTM250が多い。